# Макаркино (Горномарийский район)
Макаркино (мар. Макарсир) — деревня в Горномарийском районе Республики Марий Эл Российской Федерации. Входит в состав Пайгусовского сельского поселения.
Численность населения — 172 человек (2014 год).

## Географическое положение
Деревня находится в 1 км от дороги Козьмодемьянск — Яштуга и в 3-х км от выселок Революция на правом берегу реки Сумка. Чуть ниже по реке выстроена дамба и образован большой пруд. Через дамбу проложена дорога с твёрдым покрытием в направлении на Микряково и Васильсурск.

## История
По данным архивов деревня упоминается в документах в 1870 году как «околодок Макаркин». Своё имя деревня получила по имени одного из первопоселенцев, а в марийском названии Макарсир, корень «-сир-» переводится, как «берег».
Основным занятием местного населения было земледелие и животноводство. Кроме того, в деревне существовал ряд промыслов, были водяная и мукомольная мельницы. Некоторые жители держали пасеки. В 1915 году численность населения составляла 221 человек.
В 1912 году в деревню была переведена Цыгановская земская школа, в 1914 году в Макаркинском начальном земском училище было 85 учеников.
В 1930 году при проведении коллективизации деревня вошла в состав колхоза «Первое мая». В 1933 году в деревне было 233 жителя. После Великой Отечественной войны деревня вошла в состав колхоза имени И. В. Сталина, впоследствии колхоза «Россия»

## Население
| 2002 | 2010 | 2014 |
| ---- | ---- | ---- |
| 170  | ↘146 | ↗172 |